# Savosavo
Savosavo är ett centralt salomonspråk i Salomonöarna med 2420 talare (1999). De flesta talarna or på Savoön. Alla personer på Savoön talar pijin. Barn som går i skolan lär sig också engelska. De flesta talarna av savosavo talar även minst ett oceaniskt språk.